# Tragedia de pe Hillsborough

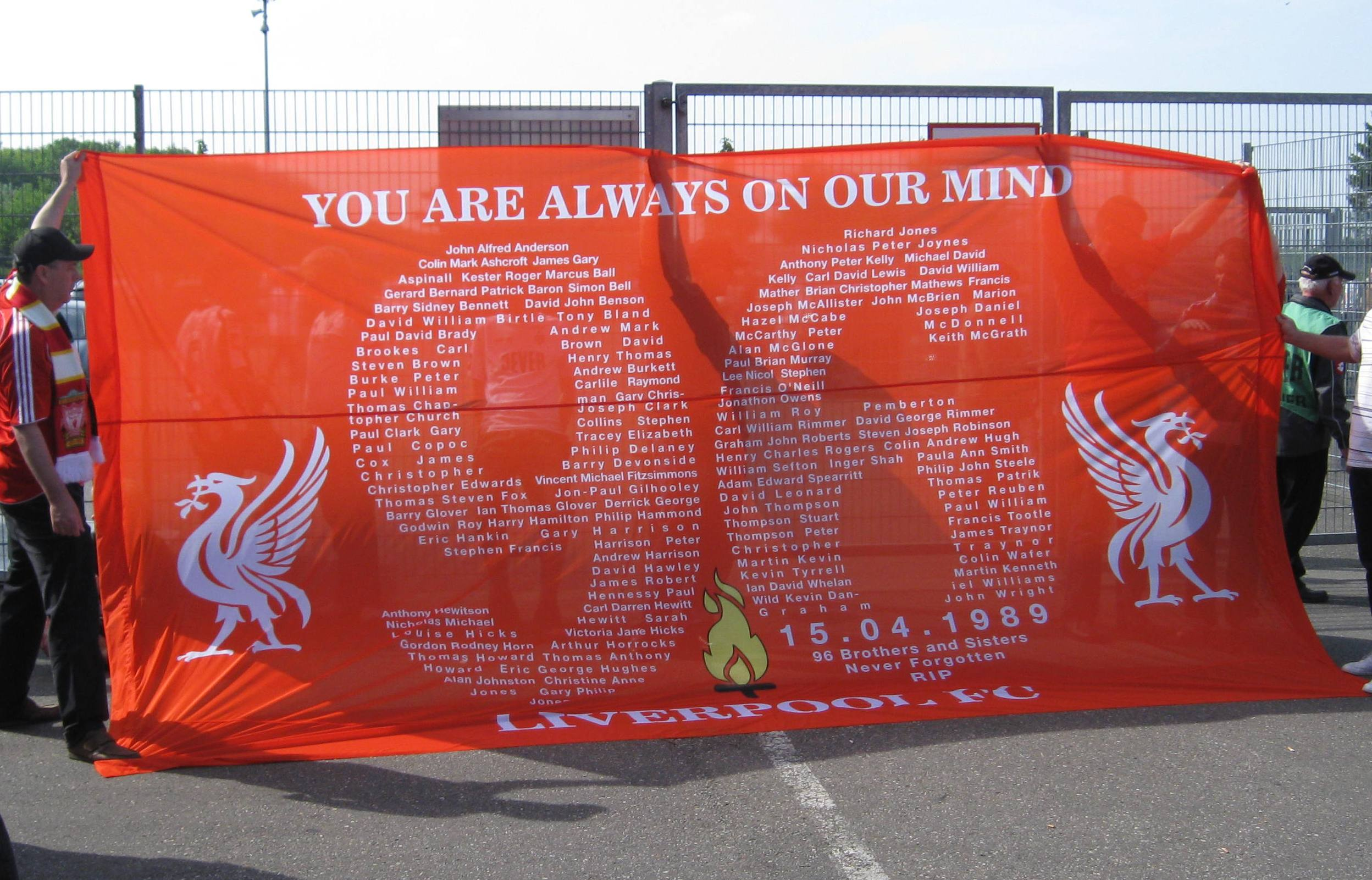
Suporterii lui Liverpool afișează un banner cu numele celor decedați, la cea de-a 20-a comemorare a tragediei

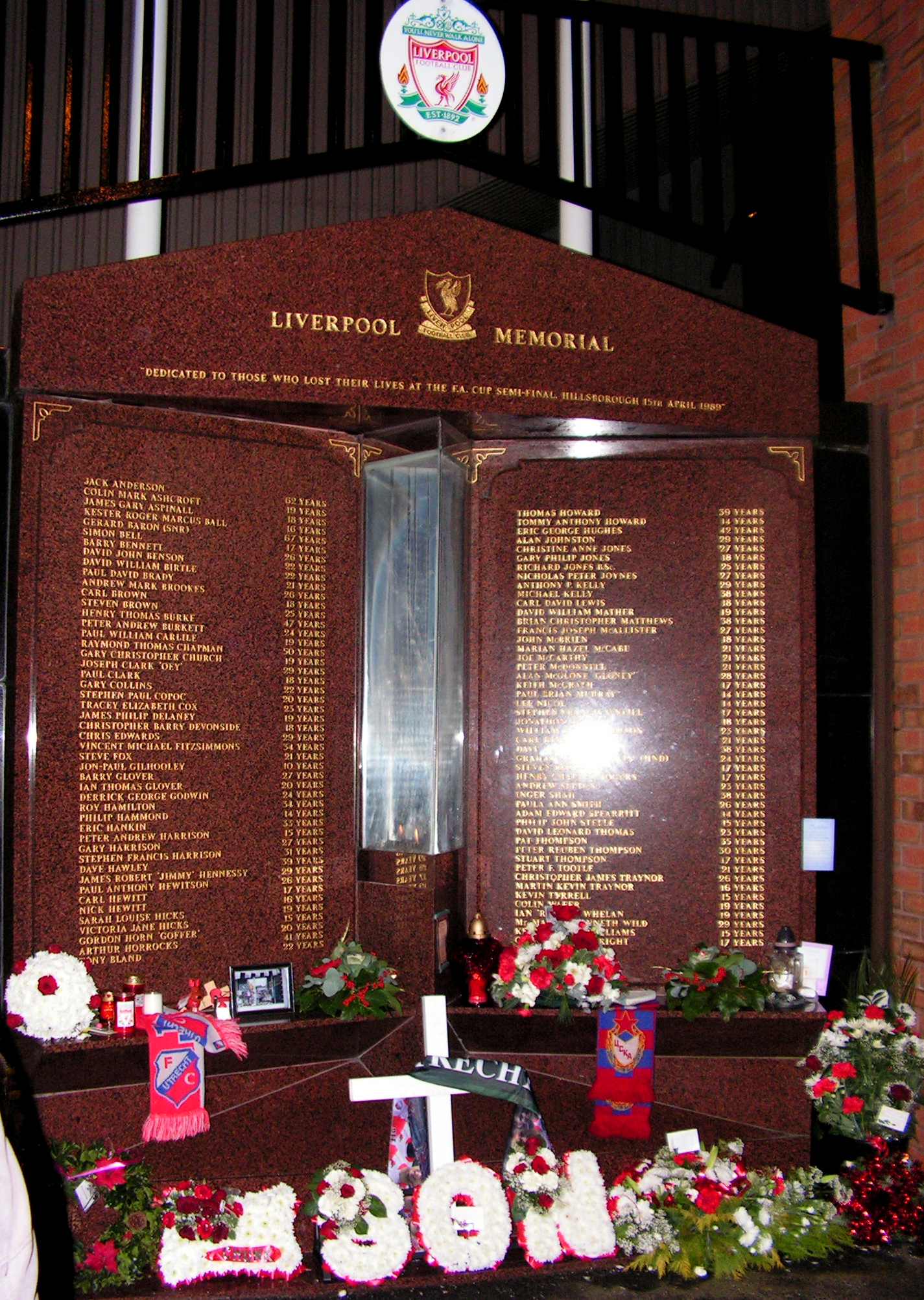
Memorialul Hillsborough la Anfield

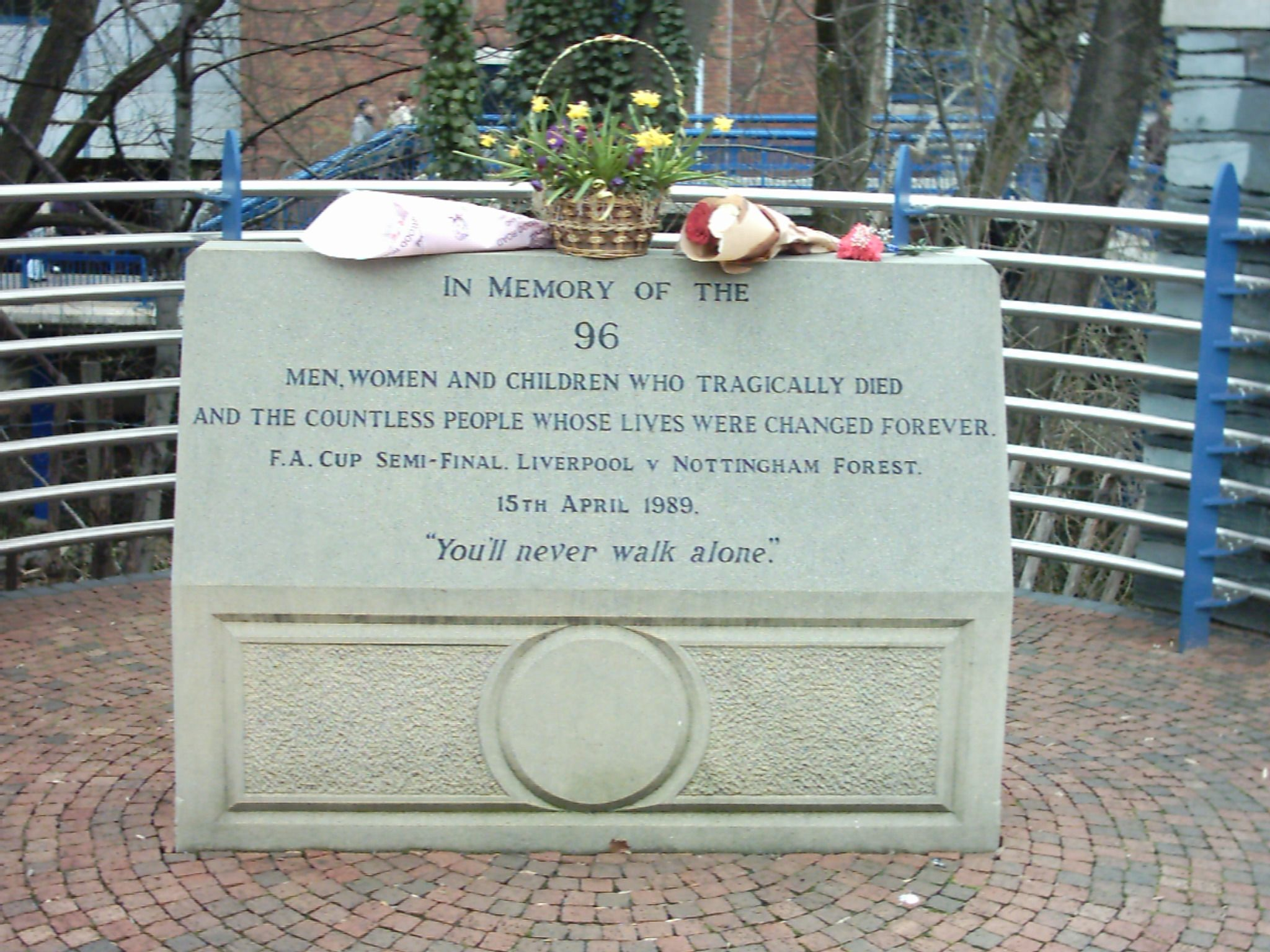
Memorial la Stadionul Hillsborough

Tragedia de pe Hillsborough este un incident ce a avut loc pe 15 aprilie 1989 pe Stadionul Hillsborough în Sheffield, Anglia, la un meci din semifinalele Cupei Angliei dintre FC Liverpool și Nottingham Forest FC, când o busculadă a cauzat decesul a 97 de oameni și rănirea a altor 766 de persoane. Ulterior, s-a descoperit că principala vină pentru producerea incidentului a aparținut poliției, care a permis accesul unui număr prea mare de oameni în stadion. Incidentul rămâne până astăzi cea mai mare tragedie din fotbalul european și una din cele mai mari din fotbalul mondial.
La momentul producerii tragediei, seminifinalele Cupei Angliei se disputau pe teren neutru. În 1989, Football Association a selectat Hillsborough (terenul clubului de fotbal Sheffield Wednesday) în vederea disputării meciului dintre FC Liverpool și Nottingham Forest. Conform regulilor aplicate în cazul meciurilor britanice din competițiile interne, fanilor celor două echipe le-au fost acordate spații complet separate pe stadion. Fanilor formației Liverpool le-a fost alocată peluza Leppings Lane. Intrarea în peluza respectivă se putea realiza doar trecând de niște turnicheți vechi și uzați, iar restricția în mișcare rezultată de aici a condus la apariția unei busculade periculoase în afara stadionului, înainte de startul partidei. În încercarea de a ușura presiunea dinafară, superintendentul șef David Duckenfield, care era ofițerul de poliție responsabil de buna desfășurare a meciului, a ordonat deschiderea unei porți folosită în mod normal numai pentru ieșirea din stadion. Poarta respectivă ducea la un tunel marcat cu însemnul „locuri în picioare”, ce conducea direct către două țarcuri aflate în centrul peluzei, deja supraaglomerate. În anii precedenți, tunelul fusese închis de poliție când cele două secțiuni centrale se umpleau; în cazul tragediei de pe Hillsborough, acest lucru nu s-a întâmplat.
Fluxul de suporteri rezultat a cauzat o aglomerație puternică, unii fani urcându-se pe gardurile ce mărgineau peluza sau fiind ridicați în partea de sus a peluzei de către alți fani pentru a scăpa de înghesuială. La câteva momente după startul partidei, una dintre barierele ridicate cu scopul de a preveni busculadele a cedat, și fanii au început să cadă unii peste alții. Meciul a fost oprit după șase minute de joc. Suporterii au rupt panouri publicitare pentru a ajuta la transportul răniților, iar serviciile de urgență au fost chemate pentru a asista victimele. Din cei 96 de oameni decedați, doar 14 au ajuns la spital. Când președintele Football Association a ajuns la fața locului pentru a verifica ce se întâmplase, Duckenfield a declarat în mod fals că fanii forțaseră poarta de acces.
Ancheta oficială din anul 1990 cu privire la tragedie, Raportul Taylor, a concluzionat că „motivul principal pentru dezastru a fost eșecul gestionării situației de către poliție”. Descoperirile anchetei au condus la eliminarea teraselor lipsite de scaune de pe toate stadioanele mari din Anglia, Țara Galilor și Scoția.
Cu ocazia celei de-a douăzecea comemorare a tragediei, ministrul Andy Burnham a solicitat poliției, ambulanței și tuturor celorlalte instituții publice implicate să facă publice documente la care Taylor nu avusese acces în 1989. Această acțiune a condus la formarea unei comisii denumită Hillsborough Independent Panel, care a concluzionat în septembrie 2012 că niciun fan Liverpool nu fusese responsabil pentru decesele cauzate de tragedie și că autoritățile încercaseră să ascundă cele întâmplate de fapt, inclusiv prin modificarea de către poliție a 116 mărturii legate de dezastru. Faptele incluse în raport au dus imediat la scuze oficiale din partea prim-ministrului David Cameron, a șefului South Yorkshire Police, David Crompton, a președintelui Football Association, David Bernstein, și a lui Kelvin MacKenzie, fost editor la The Sun, pentru rolul jucat de organizațiile lor în desfășurarea tragediei.
Hillsborough Independent Panel a specificat de asemenea și faptul că până la 41 din cele 96 de decese înregistrate ar fi putut fi evitate în cazul în care ajutorul medical ar fi fost acordat la vreme. Raportul a dezvăluit „eșecuri multiple” din partea serviciilor de urgență și a altor instituții publice, care au contribuit la rata deceselor. Ca răspuns la dezvăluirile comisiei, avocatul general al Angliei și Țării Galilor, Dominic Grieve, a confirmat că avea să ia în considerare noile probe pentru a determina dacă verdictul anchetei originale, și anume moarte accidentală, putea fi anulat. Pe 19 decembrie 2012, Curtea Supremă a autorizat începerea unei noi anchete.

## Înainte de dezastru

### Locul desfășurării incidentului

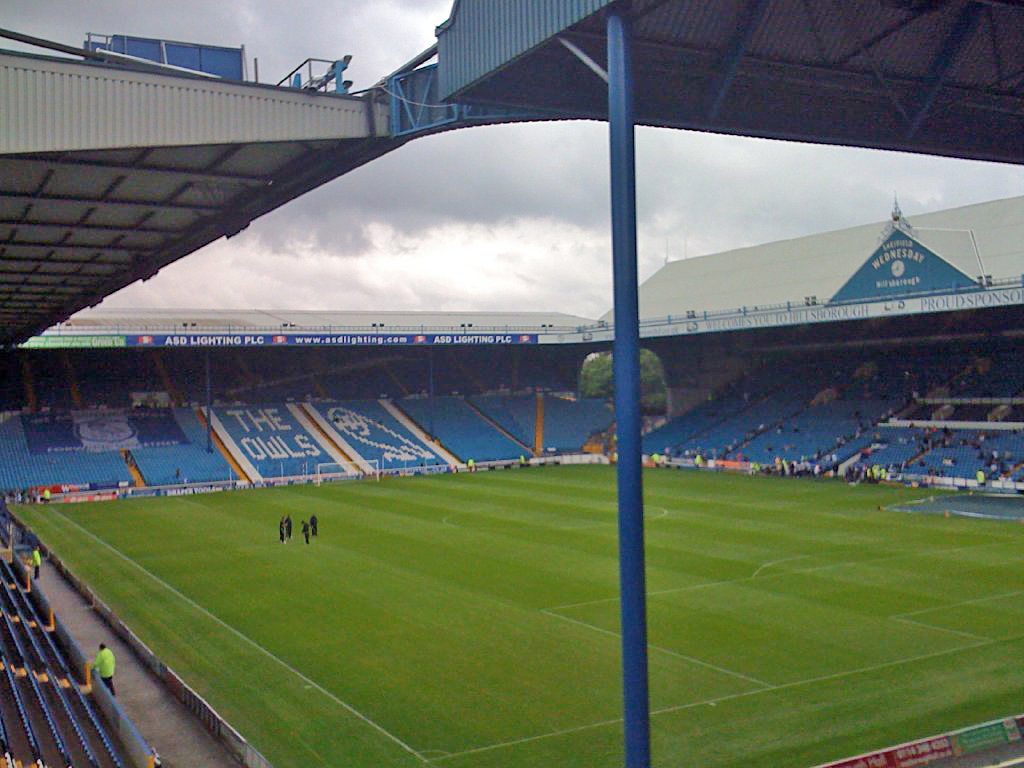
Stadionul Hillsborough din Sheffield în 2009.

Stadionul Hillsborough din Sheffield, ce găzduia meciurile de acasă ale echipei de fotbal Sheffield Wednesday, a fost selectat de către Football Association (FA) ca teren neutru pe care urma să se joace semifinala de Cupă, ediția 1988-1989, dintre cluburile de fotbal FC Liverpool și Nottingham Forest FC. Startul partidei a fost programat pentru ora 15.00 (ora locală), pe 15 aprilie, fanii fiind sfătuiți să își ocupe locurile în stadion cu cincisprezece minute înainte de fluierul de început.
La momentul dezastrului, pe majoritatea stadioanelor britanice existau garduri înalte de oțel ce separau spectatorii de terenul de joc, măsură luată pentru a descuraja invazia terenului de către suporteri, indiferent dacă ar fi avut natură ostilă sau nu. Huliganismul își manifesta deja prezența în sport de ceva vreme, și era deosebit de virulent în Anglia. Aceste măsuri de securitate au fost implementate începând cu 1974; ulterior, pe stadioanele engleze au avut loc câteva busculade majore.
Un raport realizat de Eastwood & Partners în vederea obținerii unui certificat de securitate pentru stadionul Hillsborough din anul 1978 concluziona că, deși stadionul nu îndeplinea recomandările din Green Guide (un ghid despre condițiile de securitate a terenurilor și sălilor de sport), consecințele acestei chestiuni erau minore. Raportul punea accentul pe faptul că condițiile generale de pe Hillsborough erau satisfăcătoare comparativ cu cele ale altor terenuri de fotbal.
Riscurile asociate cu închiderea fanilor în țarcuri fuseseră deja subliniate de către Committee of Inquiry into Crowd Safety at Sports Grounds (ancheta Popplewell) imediat după incendiul de la stadionul Bradford City din mai 1985. Ancheta făcuse recomandări cu privire la securitatea mulțimilor de oameni îngrădite, printre care se număra și următoarea: „toate porțile de ieșire ar trebui să beneficieze tot timpul de prezența cuiva... și să fie capabile să fie deschise imediat de dinăuntru de orice persoană aflată într-o situație de urgență.”

### Semnalele de alarmă
Hillsborough a găzduit cinci meciuri de seminifinală a Cupei Angliei în anii '80. În timpul semifinalei din 1981 dintre Tottenham Hotspur și Wolverhampton Wanderers, în peluza Leppings Lane a fost permis accesul câtorva sute de spectatori în plus față de capacitatea terasei, ceea ce a dus la o busculadă care a avut drept rezultat 38 de răniți, unii dintre ei suferind fracturi ale mâinilor, picioarelor și coastelor. Poliția a fost de părere că în cazul în care nu s-ar fi intervenit la timp, ar fi existat o șansă reală ca busculada să ducă la decese și a recomandat prin urmare reducerea capacității stadionului. Într-o discuție a incidentului ce a avut loc după meci, președintele Sheffield Wednesday, Bert McGee, a spus: „Prostii - nimeni nu ar fi fost ucis.” Acest incident i-a determinat pe cei de la Sheffield Wednesday să schimbe configurarea peluzei Leppings Lane, prin divizarea terasei în trei țarcuri separate, pentru a limita mișcările laterale. Terasa a fost împărțită în cinci țarcuri în 1984, atunci când clubul a promovat în Prima Divizie, iar o barieră pentru prevenirea busculadelor, aflată în apropierea tunelului de acces, a fost îndepărtată în 1986 pentru a ușura circulația fanilor dinspre și înspre îngrăditura din centru. Capacitatea terasei nu a fost modificată și certificatul de securitate nu a fost actualizat. După busculada din 1981, Hillsborough nu a mai fost ales să găzduiască semifinalele de Cupă preț de șase ani.
Supraaglomerări severe au putut fi observate la Hillsborough în 1987, atât în timpul sfertului de finală disputat între Sheffield Wednesday și Coventry City, cât și pe parcursul semifinalei dintre Coventry City și Leeds United. Unul dintre fanii formației Leeds a descris haosul din zona turnicheților și a menționat că nici administratorii, nici poliția nu ofereau niciun fel de îndrumare în incinta stadionului, lucru care a dus la o aglomerare atât de mare a unuia dintre țarcuri, încât în anumite momente era incapabil să aplaude și să își ridice mâinile. Alte mărturii au indicat faptul că unii fani au fost ridicați în peluza de sus, pentru a putea fi în siguranță.
Liverpool și Nottingham Forest s-au întâlnit la Hillsborough în semifinala din 1988, iar fanii s-au plâns ulterior de busculada creată în peluza Leppings Lane. Liverpool a depus o plângere înaintea meciului din 1989. Un suporter a scris către Football Association și Ministerul Sportului, reclamând că „Întreaga suprafață era atât de aglomerată încât era imposibil să te miști, iar eu și alți oameni ce se aflau în jur ne-am temut pentru propria noastră siguranță”. După modificările operate în configurarea peluzei după 1981, certificatul de securitate a devenit invalid, dar nu a mai fost reînnoit. La momentul producerii tragediei, terenul nu beneficia de certificat de securitate.

## Dezastrul

### Începutul

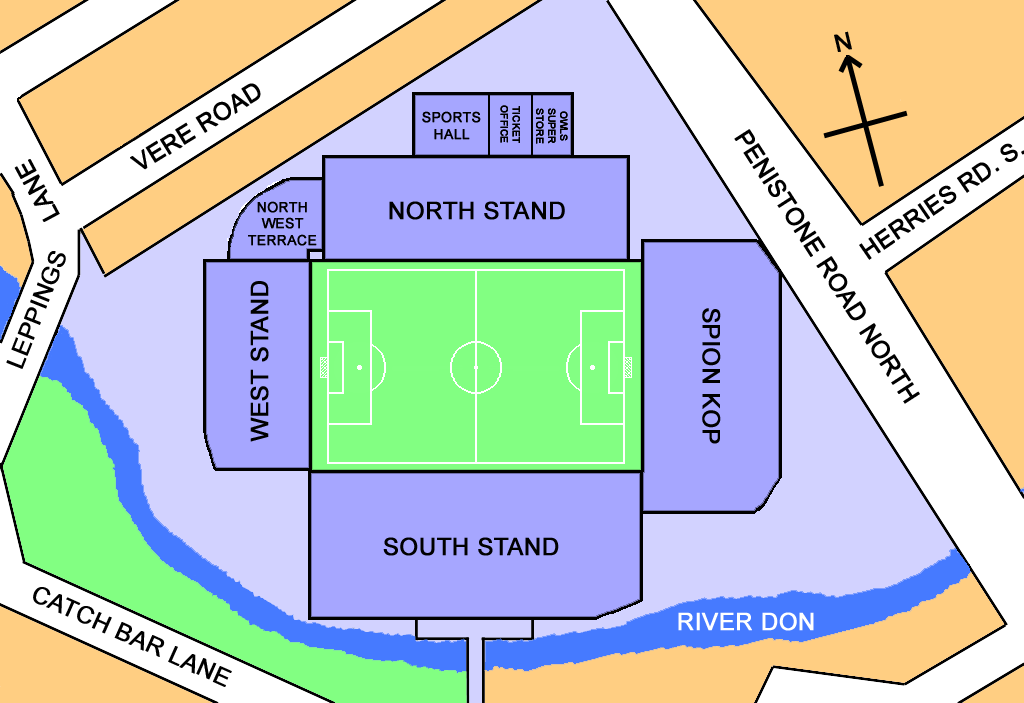
Planul Stadionului Hillsborough

Conform obiceiului la meciurile de fotbal din competițiile interne engleze, suporterilor celor două echipe adverse li s-au acordat spații separate pe stadion. Suporterilor echipei Nottingham Forest le-au fost alocate tribuna din sud și peluza din est (Spion Kop), cu o capacitate combinată de 29.800 de locuri și cu acces asigurat prin 60 de turnicheți poziționați de-a lungul a două laturi. Suporterilor formației Liverpool le-au fost alocate tribuna din nord și peluza din vest (Leppings Lane), ce puteau acomoda 24.256 de fani; accesul se realiza prin 23 de turnicheți situați într-o arie îngustă. 10 turnicheți (numerotați de la 1 la 10) asigurau accesul către cele 9.700 de locuri din tribuna nordică; alți 6 turnicheți (numerotați de la 11 la 16) ofereau acces către cele 4.456 de locuri din partea superioară a peluzei vestice. Intrarea către cele 10.100 de locuri în picioare din peluza inferioară dinspre Leppings Lane se realiza prin intermediul a 7 turnicheți (marcați cu litere de la A la G). Deși Liverpool avea mai mulți suporteri, fanii Nottingham au beneficiat de mai multe locuri, cu scopul de a evita posibilele confruntări dintre rivali. Din cauza configurării stadionului și a politicii de segregare, turnicheții din est care ar fi fost folosiți în mod normal pentru accesul în tribuna din nord au devenit indisponibili, toți fanii Liverpool fiind astfel siliți să intre în stadion dinspre Leppings Lane. În ziua meciului, radiourile și televiziunea au sfătuit fanii care nu aveau bilete să nu vină la stadion.
Trei trenuri speciale fuseseră folosite pentru transportul suporterilor lui Liverpool la Sheffield cu un an înainte, dar numai un singur asemenea tren a fost disponibil în 1989. Mulți suporteri doreau să se bucure de ziua frumoasă și, prin urmare, nu s-au grăbit să intre pe stadion prea devreme. Unii fani au întârziat din cauza unor lucrări pe autostradă ce au produs congestii minore în trafic. Între 14.30 și 14.40, în fața turnicheților de la intrarea dinspre Leppings Lane se formase deja o coadă de suporteri, care erau nerăbdători să intre în stadion înainte de începerea meciului.
Locul a început să se aglomereze alarmant înainte de ora 15.00, o dată cu sosirea a din ce în ce mai mulți suporteri. Oamenii care prezentaseră biletele în zona de acces greșită și cei cărora le fusese refuzat accesul nu puteau pleca din pricina mulțimii din spatele lor, devenind astfel obstacole. Fanii de afară puteau auzi aclamațiile și aplauzele celor deja prezenți în stadion la apariția echipelor pe teren cu zece minute înainte de începerea partidei, dar nu puteau intra. Unul din polițiști a solicitat prin radio ca meciul să fie întârziat (procedură ce mai fusese aplicată cu doi ani înainte), astfel încât accesul suporterilor în stadion să se poată realiza în deplină securitate. Cererea a fost respinsă.
Cu aproximativ 5.000 de fani aflați încă în afara stadionului ce încercau să intre prin turnicheți și din cauza riscurilor din ce în ce mai mari de securitate, poliția a autorizat deschiderea unei porți mari, C (utilizată în mod normal doar pentru ieșirea din stadion), cu scopul de a evita rănirile și decesele la intrare. Două alte porți, B și C, au fost ulterior deschise pentru a ușura presiunea provocată de mulțime. Mii de suporteri au intrat în stadion „cu pas grăbit”.

### Busculada
În momentul deschiderii porților, mii de fani au intrat printr-un tunel îngust care conducea spre terasă, direct în cele două țarcuri centrale deja supraaglomerate (3 și 4). Ca rezultat, sute de oameni au fost împinși unii în ceilalți și către gard de presiunea enormă a mulțimii din spate. Oamenii care intrau nu erau conștienți de problemele de la gard; în alte ocazii, exista cineva la intrarea în tunel care supraveghea țarcurile centrale și redirecționa fanii către țarcurile laterale atunci când cele centrale se umpleau, însă în timpul tragediei de la Hillsborough acest lucru nu s-a întâmplat, din motive neclare. Un reportaj BBC a emis ipoteza conform căreia dacă forțele de ordine ar fi poziționat corect doi polițiști călare, aceștia ar fi funcționat drept „diguri”, direcționând mai mulți fani în țarcurile laterale; nu a fost însă cazul.
Pentru o perioadă, problemele au trecut neobservate de majoritatea celor prezenți (cu excepția celor implicați direct în busculadă), întrucât atenția tuturor era absorbită de meci. Panicați, fanii au încercat să atragă atenția portarului echipei Liverpool, Bruce Grobbelaar, apoi au început să se urce pe gard într-un efort de a scăpa de busculadă, în timp ce spectatorii aflați în peluza superioară îi ridicau din înghesuială pe toți cei la care puteau ajunge. La ora 15.06, arbitrul meciului, Ray Lewis, a oprit partida la sfatul poliției, după ce mai mulți suporteri au reușit să sară gardul și au ajuns pe teren. În acel moment, o portiță fusese deja forțată, permițându-le unora dintre fani să evadeze pe acolo, în vreme ce alții continuau să se urce pe gard. Poliția a încercat să stopeze înaintarea suporterilor pe teren. Intensitatea busculadei a distrus barierele anti-aglomerație de pe terasă. Suporterii ce se eliberaseră au făcut găuri în gard într-o încercare disperată de a-i salva pe ceilalți.
Cei prinși în busculadă erau atât de îngrămădiți în țarcuri, încât multe victime au murit de asfixie prin comprimare în timp ce stăteau în picioare. Mulțimea de pe terasa Leppings Lane s-a împrăștiat în cele din urmă pe teren, unde se găseau suporterii răniți și traumatizați care reușiseră să scape mai înainte. Poliția, organizatorii și membrii serviciului de ambulanță St. John au fost complet depășiți de situație. Mulți fani care scăpaseră teferi au acordat asistență răniților; câțiva au încercat să efectueze SVB, alții au rupt panouri publicitare pentru a le folosi drept tărgi. Șeful poliției din South Yorkshire, John Nesbit, i-a dat ulterior de înțeles parlamentarului Michael Shersby că lăsarea operațiunilor de salvare în seama fanilor a fost o mișcare deliberată; tot el a declarat la o conferință Police Federation: „I-am lăsat pe fani să ajute ca să nu își verse frustrarea pe poliție.”
Pe parcursul desfășurării tragediei, unii polițiști au format un cordon pe teren pentru a-i împiedica pe suporterii Liverpool să ajungă la fanii echipei adverse. Unii suporteri au încercat să spargă cordonul pentru a transporta răniții la ambulanțele care așteptau în afara stadionului, însă au fost siliți să se întoarcă înapoi. Forțele de ordine au permis accesul în stadion unei singure ambulanțe din cele 44 sosite la fața locului.
Doar 14 din cei 96 de oameni răniți fatal au ajuns la spital.
Postul de televiziune BBC avea camere la fața locului pentru a transmite meciul. Pe măsură ce tragedia a devenit din ce în ce mai evidentă, evenimentele au fost derulate în direct în cadrul emisiunii sportive Grandstand.

### Reacții
Regina a fost printre primii care au transmis condoleanțe. Printre cei care au mai trimis mesaje de solidaritate s-au numărat și Papa Ioan Paul al II-lea, președintele Statelor Unite, George Bush, și președintele Juventus (fanii Juventus și Liverpool fuseseră implicați în tragedia de pe Stadionul Heysel).
Prim-ministrul Margaret Thatcher și secretarul Douglas Hurd au vizitat Hillsborough în ziua dezastrului și au întâlnit supraviețuitorii. Stadionul Anfield a fost deschis în ziua de duminică pentru a permite fanilor să îi comemoreze pe cei decedați. Mii de fani au venit în vizită, iar stadionul s-a umplut de flori, eșarfe și alte omagii aduse victimelor. În zilele ce au urmat, mai bine de 200.000 de oameni au vizitat „altarul” din stadion.

## Victimele
La locul tragediei au murit 93 de persoane. Alți doi oameni au decedat peste câteva ca urnare a traumelor primite. Iar peste patru ani a murit și ultima victimă, care în tot acest răstimp a fost în comă. Peste 700 de oameni au obținut leziuni corporale. În busculadă a murit și vărul fostului căpitan al lui Liverpool, Steven Gerrard.

Prima pagină a tabloidului The Sun din 19 aprilie 1989

La câteva zile după tragedie, publicația The Sun a publicat un raport al autorităților în care se spune că
:
- Fanii erau băuți, majoritatea n-aveau bilete și că au forțat intrarea în arenă.
- Suporterii lui liverpool s-au urinat peste polițiști, pompieri, dar și peste trupurile camarazilor de galerie decedați, pe care îi și mai deposedau de bunuri
- Fanații au bătut polițiștii care făceau respirație artificială.

Ancheta oficială din 1990 asupra dezastrului, numită Raportul Taylor, concludea că "principalul motiv al producerii tragediei este deficiența în controlul poliției." Constatările raportului au dus la eliminarea teraselor de stat în picioare pe toate stadioanele majore din Marea Britanie.
La cea de-a 20-a aniversare a tragediei, ministrul de stat Andy Burnham, a făcut un apel către poliție, ambulanță și toate agențiile publice să publice toate documentele care nu au fost disponibile lui Lord Justice Taylor în 1989. Această acțiune a dus la formarea Hillsborough Independent Panel, care în septembrie 2012 concludea că nu fanii lui Liverpool sunt responsabili pentru decese, și că autoritățile au încercat să ascundă ceea ce sa întâmplat, inclusiv modificarea de către poliție a celor 116 declarații referitoare la dezastru. Faptele descoperite în raport au dus la exprimarea imediată a scuzelor de rigoare din partea Prim-Ministrului David Cameron; șefului poliției din South Yorkshire David Crompton; președintelui Federației de Fotbal David Bernstein și Kelvin MacKenzie, editorul de atunci al tabloidului The Sun, pentru roluri respective ale organizațiilor lor.
În septembrie 2012, ”Hillsborough Independent Panel” concludea că de la 41 la 96 de cazuri fatale puteau fi evitate dacă se acorda ajutorul medical urgent.